# Parque natural del Alto Pirineo
El Parque Natural del Alto Pirineo (en catalán, y de forma oficial, Parc Natural de l'Alt Pirineu) es un espacio natural protegido español situado en la provincia de Lérida (Cataluña), que se extiende por las comarcas del Pallars Sobirá y el Alto Urgel. Protege una zona en la que se encuentran las mayores altitudes del Pirineo de Lérida, un área de 79 317,21 ha que lo convierten en el parque natural más extenso de Cataluña. Fue aprobado con la denominación de parque natural el 1 de agosto de 2003 por decreto.

## Flora y vegetación
En las partes más bajas todavía hay una fuerte influencia mediterránea, como indican los extensos encinares en las solanas rocosas, pero la mayor parte del territorio está cubierto por vegetación de carácter eurosiberiano o boreoalpino. En altitudes medias predominan los bosques de pino rojo y varios tipos de prado (de siega o de pasto), más arriba destacan los bosques de pino negro y abetos, y en las zonas más altas el paisaje es dominado por prados naturales y por vegetación de roca.
De la larga lista de hábitats representados en el parque, cerca de 40 son considerados de interés comunitario a nivel europeo, algunos de los cuales ocupan grandes superficies (pinares de pino negro, matorrales de alta montaña, carrascales, etc.)
La flora del territorio llega a las 1500 especies, entre las que hay un buen número de endemismos pirenaicos (plantas que sólo se encuentran en esta cordillera) y también plantas singulares por su rareza. Aunque en el parque predominan ampliamente las plantas propias de terrenos silíceos, es muy destacable la presencia en el Alt Àneu de un grupo de especies de alta montaña de terrenos calcáreos, muy raras en el conjunto de Cataluña. El ejemplo más popular de este grupo de especies es la flor de nieve (Leontopodium alpinum), que es protegida por ley y tiene buenas poblaciones. Más notables aún son algunas plantas que tienen en el parque la única población catalana, como la especie acuática Hippuris vulgaris, o que no casi no nacen en ningún otro lugar de los Pirineos, como Matthiola valesiaca.

## Fauna
El parque natural del Alto Pirineo tiene la representación de fauna más completa de Cataluña: el urogallo tiene la mayor población ibérica, el águila real, el buitre leonado y el quebrantahuesos son destacables. Además, se pueden observar seis especies de grandes mamíferos herbívoros (rebeco, muflón, corzo, ciervo, gamo, jabalí) e, incluso, el mítico oso pardo se pasea a menudo por los valles más septentrionales. Los ambientes abiertos del piso alpino tienen entre sus habitantes más notables la perdiz blanca, el gorrión alpino y el treparriscos. En los bosques de alta montaña, además del urogallo, son destacables el mochuelo boreal, la becada, el certhia familiaris y la marta. La extensa red de ríos del parque es el hábitat de buenas poblaciones de truchas y de algunos vertebrados semiacuáticos singulares, en especial el desmán -un pequeño mamífero insectívoro amenazado endémico del norte ibérico-, la nutria, la rata de agua y el mirlo acuático europeo. Las especies anteriores son remarcables por su rareza o singularidad en el contexto de Cataluña, pero sin duda el animal más relevante del parque es la lagartija pallaresa, esta especie vive en la alta montaña, está emparentada con otras dos lagartijas de los Pirineos y fue descubierta hace poco, en la década de 1990. Es endémica de una pequeña zona de los Pirineos comprendida entre los macizos del Mont-roig y del oeste de Andorra, de tal modo que la mayor parte de su población mundial se encuentra dentro de los límites del parque natural.

### Especies reintroducidas
Desde el año 2014 se está reintroduciendo con éxito la cabra montés en los Pirineos franceses, concretamente en el Ariège. En los años siguientes, algunos especímenes se han mudado al Parque natural del Alto Pirineo.
El territorio del parque natural ha sido históricamente muy frecuentado por el oso pardo, como lo testimonian numerosos datos históricos recogidos sobre todo en los valles de Àneu, la Vall de Cardós y la Vall Ferrera. La persecución directa mediante venenos y armas de fuego, muy intensa durante la primera mitad del siglo XX, llevó a su total desaparición en los años 1980. El último oso documentado que se cazó en Cataluña lo fue en 1948 en el municipio de Alins. Sin embargo, es posible que se mataran algunos ejemplares más hasta años más tarde, sin que haya quedado constancia. Desde su reintroducción experimental en los Pirineos centrales franceses los años 1996-97 (3 ejemplares) y 2006 (5 ejemplares), el norte del parque natural forma parte del área de distribución estable del nuevo núcleo de población del Pirineo central, que ocupa también buena parte del Valle de Arán y los departamentos franceses de la Alto Garona y Ariège, y cuenta con unos 48 individuos. De estos, se estima que en 2012 se movieron por el parque natural 12 ejemplares diferentes, entre los que figuraban dos hembras con cachorros. La presencia de hembras con cachorros indica que el hábitat que ocupan es de muy buena calidad para la especie.

## Pueblos y municipios
Los pueblos del Parque se integran todos en el paisaje pirenaico, conservando tradiciones muy antiguas y arquitectura rural propia de la zona. Guardan un gran patrimonio arqueológico y artístico.
- Alins de Vallferrera. Coincide con el valle llamado Vallferrera, con 18 380 ha . Por su término pasa el río Noguera de Vallferrera que tiene como principal afluente el río Tor.
- Esterri de Cardós. Coincide con el valle de un afluente de la Noguera de Cardós, el torrente de Esterri. Este municipio tiene una altitud entre los 925 y 2330 m s. n. m. y comprende los pueblecitos de Arros, Benante, Esterri de Cardós y Ginestarre.
- Farrera. Municipio que se extiende por el pequeño valle llamado Coma de Burg y que comprende también parte de la vertiente occidental del alto valle de Santa Magdalena. Tiene una superficie de 6350 ha. En este municipio se encuentran los pueblos de Alendo, Burg, Farrera, Glorieta, Mallorís y Montescladó.
- Lladorre. Este municipio coincide con el arranque del valle de Cardós. Tiene una superficie de 14 700 ha y comprende los pueblos de Aineto, Boldis Jussà, Boldis Sobirà, Lladorre, Lleret y Tavascan.
- Llavorsí. Este municipio está integrado por el valle de Baiasca, parte del sector septentrional del Massís de l'Orri y la desembocadura del río de Santa Magdalena, con una extensión de 6894 ha. Comprende los pueblos de Aidi, Arestuy, Baiasca, Llavorsí, Montenastro, Romadriu y Sant Romà de Tabèrnoles, este último deshabitado.
- Tirvia. Es un municipio muy pequeño de 880 ha. Se encuentran los pueblos de Tírvia (enclavado sobre un promontorio que se asoma al río Noguera de Cardós), La Bana y Terveu.
- Vall de Cardós. Municipio atravesado por los tramos medio y bajo de la Noguera de Cardós. Extensión de 5660 ha con los pueblos de Ainet de Cardós, Anás, Bonestarre, Cassibrós, Estahón, Lladrós, Ribera de Cardós y Surri.
- Montferrer i Castellbò. El municipio se despliega por la derecha del río Segre y comprende los valles de Castellbó, Arabell y Pallerols o Elins.
- Valles del Valira. Este municipio pertenece ya al Alto Urgel en los límites con Andorra. Comprende los siguientes pueblos: Anserall, Ars, Bescarán, Calvinya, Arcabell, Sant Joan Fumat, Civis, Os de Civis, Asnurri, Argollell y la Farga de Moles.

## Valles
Los principales ríos que discurren por los valles de este parque natural son: Noguera Pallaresa, Noguera Vallferrera, Cardós y Tor. Los principales valles son:
- Valle de Cardós que se extiende a lo largo del río de su mismo nombre. El pico más alto es el de Montroig, con 3000 m s. n. m.
- Valle de Ferrera que se extiende a lo largo del río Noguera de Vallferrera
- Valles de Aneu cuyo paisaje lo conforman gran número de lagos. Estos valles tienen forma de U. también constan de bastantes circos.
- Valle de la Coma de Burg, que pertenece al municipio de Ferrera
- Valle de Santa María